# Ишби-Ера
Ишби-Ера је био први краљ династије Исина у древној Месопотамији. 

## Владавина
Ишби-Ера је био шаган (војни заповедник) Марија у служби сумерског краља Иби-Сина. Иби-Син покреће походе ка истоку како би одбранио своју границу од Еламита. То користи племе Аморита и напада државу. Иби-Син шаље Ишби-Ера као војну помоћ. Међутим, Ишби-Ера се проглашава краљем и ствара коалицију против Иби-Сина. Већ следеће, 2021. године п. н. е., Ишби-Ера је владао Исином самостално, а четири година касније је носио титулу "цар четири стране света". Према Сумерском попису краљева, Ишби-Ера је владао 33 година. 